# لورينو تومبوليني
لورينو تومبوليني (بالإسبانية: Laureano Tombolini)‏ (13 أغسطس 1976 في الأرجنتين - ) هو لاعب كرة قدم أرجنتيني في مركز حراسة المرمى. لعب مع أوليمبو وانيستتوتو وروزاريو سنترال ونادي أتليتيكو كولون وJuventud Unida Universitario ‏ وSol de América de Formosa ‏.

## وصلات خارجية
- لورينو تومبوليني على موقع إي إس بي إن إف سي (الإنجليزية)
- لورينو تومبوليني على موقع قاعدة بيانات كرة القدم.إي يو (الإنجليزية)